# 古蛸属
古蛸属（学名：Palaeoctopus）是已灭绝的基干八腕目，生活在约8900万至7100万年前的晚白垩世。指定给该物种的化石材料来自黎巴嫩的Hjoula山地区。正模标本是在黎巴嫩山的Sahel-el-Alma地区发现的，并存放在伦敦自然历史博物馆。它可能属于有翅亚目，或者是更基础的章鱼种类。来自墨西哥瓦雷奇诺土仑期的标本最初被描述为P.pelagicus，之后被重新解释为腔棘鱼目的一部分。